# Krigsskådeplats

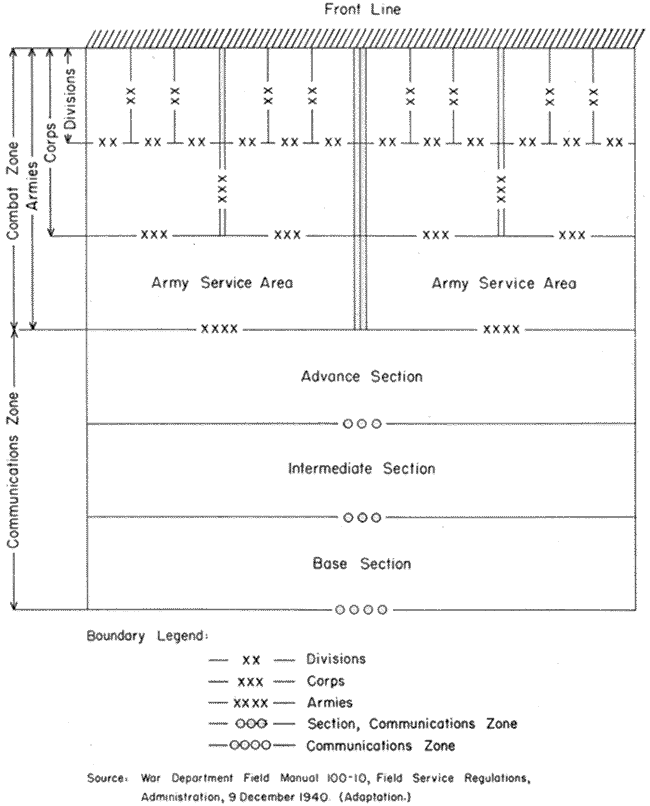
Krigsskådeplatsens avdelning, amerikanska krigsdepartementets bild från 1940.

En krigsskådeplats eller teater är i krigföring en region, där militära handlingar förekommer under ett krig. En krigsskådeplats är skild från minst en annan krigsskådeplats, och utgörs ofta av en eller flera frontlinjer.

## Exempel
Amerikanska inbördeskriget hade en västlig och östlig krigsskådeplats, som skiljdes åt av Appalacherna.
Andra världskriget utgjordes huvudsakligen av andra världskriget i Europa och Stillahavskriget.

### Fotnoter
1. ↑  ”Definition of theatre noun (MILITARY) from Cambridge Dictionary Online: Free English Dictionary and Thesaurus”. Dictionary.cambridge.org. http://dictionary.cambridge.org/dictionary/british/theatre_4. Läst 31 augusti 2011.
2. ↑  ”Theater (warfare) - definition of Theater (warfare) by the Free Online Dictionary, Thesaurus and Encyclopedia”. Thefreedictionary.com. http://www.thefreedictionary.com/Theater+(warfare). Läst 31 augusti 2011.